# Langdyssen im Rykkerup Skov
Die Langdyssen im Rykkerup Skov liegen in Toreby westlich von Rykkerup, bei Maribo auf der dänischen Insel Lolland und sind eine zwischen 3500 und 2800 v. Chr. errichtete Megalithanlagen der Trichterbecherkultur (TBK). 

## Rykkerup 1
Das Nord-Süd orientierte, rechteckige Hünenbett (dän. Langdysse) mit der Kammer eines parallel liegenden Urdolmens hat eine Länge von etwa 16,5 m, eine Breite von etwa 7,0 m und eine Höhe von 1,0 m. Etwa die Hälfte der 40, teilweise recht kleinen Randsteine ist erhalten. Darunter sind die beiden Wächtersteine an den Ecken der leicht konkaven Frontseite der Einfassung. 
Innerhalb des Hünenbettes sind beiderseits der Urdolmen zwei Entnahmegruben von Hügelerde. Etwa 6 m von der Fassade liegt der etwa 1,25 m lange und 0,6 m breite Urdolmen mit 3 großen nur halb eingetieften Tragsteinen, einem Schwellenstein, jedoch ohne Deckstein. 

## Rykkerup 2
Das Nord-Süd orientierte, leicht trapezoide Hünenbett mit den Kammern eines parallel liegenden und eines querliegenden Urdolmens hat eine Länge von etwa 20,5 m, eine Breite von etwa 7,0 m und eine Höhe von 1,0 m. Etwa die Hälfte der 60, teilweise kleinen Randsteine ist erhalten. Innerhalb des Hünenbettes Urdolmen 7,0 m von den Fassaden liegen die etwa 1,25 m langen und 0,6 m breiten Urdolmen mit jeweils 3 großen nur halb eingetieften Tragsteinen, einem Schwellenstein, jedoch ohne Decksteine. 
Im Wald befinden sich noch ein Ganggrab und ein Steinkreis.